# 盛岡市立黒石野中学校
盛岡市立黒石野中学校（もりおかしりつくろいしのちゅうがっこう）は、岩手県盛岡市黒石野にある公立中学校。岩手大学教育学部の実習指定校や研究校に指定されている。

## 学校
出典：
- 04月 - 始業式、入学式
- 05月 - 1年校外研修、体育祭
- 06月 - 初夏の連合音楽会、中総体、期末テスト
- 07月 - 終業式、MSJ週間
- 08月 - 始業式、街道の時間[注釈 1]
- 09月 - 修学旅行、市中陸上、市中駅伝
- 10月 - 文化祭、生徒会役員選挙
- 11月 - 秋の連合音楽会、生徒総会、期末テスト
- 12月 - 終業式、MSJ週間
- 01月 - 始業式
- 02月 - 新入生説明会、体験入学
- 03月 - 公立高校入試、修了式、卒業式、離任式

部活動
運動部
サッカー部、ハンドボール部(男女)、バドミントン部、ソフトテニス部(男女)、バレーボール部、ソフトボール部、卓球部、陸上部
文化部
吹奏楽部、総合文化部
特設
スキー部、スケート部、合唱部、駅伝部
特徴
住宅街の中に建っていて、静かな環境で勉強に集中することができる。盛岡市立上田中学校と共に教育実習指定校、研究校に指定されている。音楽の指導がとてもレベルが高く、東北大会などに出場している。学力が高い学校としても知られており、進学校への進学率が高い。中間テストが無い。2年生になると、ひとりひとりの学力定着度に合わせたワークが配布されるため苦手の克服がしやすい。部活動では、ソフトテニス部が男女、個人団体全てを優勝している。特設スキー部では、全国大会で入賞をしている。

## 生徒会活動
学校教育目標は「自立貢献」今年度の生徒会目標は「ACTION」

## 交通
- IGRいわて銀河鉄道盛岡駅より岩手県交通｢駅上田線｣で、｢黒石野一丁目｣バス停下車。徒歩10分。
- IGRいわて銀河鉄道厨川駅から徒歩2.9km

## 関係者

### 出身者
- 吉田清司（バレーボール指導者）
- 佐々木亮輔（ハンドボール選手）